# Gous (rivière)
Pour les articles homonymes, voir Gous.
La Gous (en russe : Гусь) est une rivière de Russie et un affluent de la rive gauche de l'Oka.

## Géographie
Elle arrose les oblasts de Vladimir et de Riazan. La longueur de la rivière Gous est de 146 km.
La Gous prend sa source près de Gous-Khroustalny, dans l'oblast de Vladimir, traverse la plaine marécageuse de Mechtchera et se jette dans l'Oka, dans l'oblast de Vladimir.

## Toponymie
Elle a donné son nom à plusieurs localités situées sur ses rives : Gous-Khroustalny, Goussevski, Gous-Jelezny, Gous-Parakhino, Goussevski Pogost.